# 摂津市消防本部
摂津市消防本部（せっつししょうぼうほんぶ）は、大阪府摂津市の消防部局（消防本部）。管轄区域は摂津市全域。

## 概要
- 消防本部：摂津市三島1-1-2
- 管内面積：14.88km2
- 職員定数：96人
- 消防署1カ所、出張所3カ所
- 主力機械（2021年3月31日現在）
  - 普通消防ポンプ自動車：1
  - 小型水槽付消防ポンプ車：2
  - 水槽付消防ポンプ自動車：2
  - はしご付消防自動車：1
  - 化学消防自動車：1
  - 高規格救急自動車：4
  - 救助工作車：1
  - 指揮車：1
  - 査察車：2
  - 司令車：1
  - 消防活動用二輪車：2
  - その他：6

## 沿革
- 1965年1月1日　三島町消防本部・三島町消防署を設置する。
- 1965年11月29日　救急業務を開始する。
- 1966年10月15日　消防本部・消防署庁舎が竣工する。
- 1966年11月1日　市制施行に伴い、摂津市消防本部・摂津市消防署に改称する。
- 1970年10月1日　千里丘出張所を開設する。
- 1972年3月24日　はしご付消防自動車を配備する。
- 1977年12月1日　鳥飼出張所を開設する。
- 1988年10月1日　味生出張所を開設する。
- 1990年12月25日　救助工作車を配備する。
- 1991年11月16日　消防本部・消防署新庁舎（現庁舎）が竣工する。
- 1991年11月16日　化学消防自動車を配備する。
- 1994年12月19日　高規格救急自動車を配備する。

## 組織
- 本部 - 総務課、予防課、警備課
- 消防署 - 警備第1課、警備第2課

## 消防署
| 消防署       | 住所      | 出張所                                                      |
| ------------ | --------- | ----------------------------------------------------------- |
| 摂津市消防署 | 三島1-1-2 | 千里丘：千里丘3-14-18 鳥飼：鳥飼野々1-24-5 味生：別府1-20-5 |